# Clupèids
Els clupèids o clupeids (Clupeidae) són una família de peixos teleostis de l'ordre dels clupeïformes.

## Morfologia
- Són peixos petits o mitjancers oscil·lant, segons l'espècie, entre els 2-75 cm de llargària total.[3]
- Cos allargat, fusiforme i esvelt, sovint moderadament comprimit i cobert d'escates cicloides i caduques.
- No tenen radis espinosos.
- Sense línia lateral.
- Boca terminal i amb dentició rudimentària.
- Ventre comprimit, amb una carena longitudinal d'escates en forma d'escudets aguts.
- Una aleta dorsal, curta i situada cap al centre del dors.
- Les aletes ventrals, petites, estan situades sota la dorsal.
- L'aleta caudal és forcada.[4]

## Reproducció
Ponen un gran nombre d'ous (fins a 200.000 en algunes espècies) prop de la superfície de l'aigua. Després de l'eclosió, les larves viuen entre el plàncton fins que desenvolupen una bufeta natatòria i es transformen en adults, els quals solen viure en grans moles.

## Alimentació
La majoria s'alimenten de petits animals planctònics.

## Hàbitat
La majoria dels clupeids són peixos costaners, pelàgics i gregaris. Alguns, com les sabogues, són igratoris (anàdroms) i altres viuen permanentment en aigua dolça. Es troben a tot el planeta entre els 70°N-60°S, però la majoria d'espècies són tropicals.

## Vàlua econòmica
Algunes espècies són de gran importància pesquera, ja que són processades com a aliment, oli o farina de peix, com ara el menhaden de l'Atlàntic (Brevoortia tyrannus), l'areng (Clupea harengus), Clupea harengus membras, Clupea pallasii i la sardina (Sardina pilchardus).

## Gèneres i espècies
És una família que conté, si fa no fa, unes 180 espècies distribuïdes en una seixantena de gèneres.
- Subfamília: Alosinae
  - Gènere Alosa
    - Alosa aestivalis (Mitchill, 1814)
    - Alosa agone (Scopoli, 1786)
    - Alosa alabamae (Jordan & Evermann, 1896)
    - Alosa alosa (Linnaeus, 1758)
    - Alosa braschnikowi (Borodin, 1904)
    - Alosa caspia caspia (Eichwald, 1838)
    - Alosa caspia knipowitschi (Iljin, 1927)
    - Alosa caspia persica (Iljin, 1927)
    - Alosa chrysochloris (Rafinesque, 1820)
    - Alosa fallax (Lacépède, 1803)
    - Alosa immaculata (Bennett, 1835)
    - Alosa kessleri (Grimm, 1887)
    - Alosa macedonica (Vinciguerra, 1921)
    - Alosa maeotica (Grimm, 1901)
    - Alosa mediocris (Mitchill, 1814)
    - Alosa pseudoharengus (Wilson, 1811)
    - Alosa sapidissima (Wilson, 1811)
    - Alosa saposchnikowii (Grimm, 1887)
    - Alosa sphaerocephala (Berg, 1913)
    - Alosa tanaica (Grimm, 1901)
    - Alosa vistonica (Economidis & Sinis, 1986)
    - Alosa volgensis (Berg, 1913)

  - Gènere Brevoortia
    - Brevoortia aurea (Spix & Agassiz, 1829)
    - Brevoortia gunteri (Hildebrand, 1948)
    - Brevoortia patronus (Goode, 1878)
    - Brevoortia pectinata (Jenyns, 1842)
    - Brevoortia smithi (Hildebrand, 1941)
    - Menhaden de l'Atlàntic (Brevoortia tyrannus) (Latrobe, 1802)

  - Gènere Caspialosa
    - Caspialosa curensis (Suvorov, 1907)

  - Gènere Ethmalosa
    - Ethmalosa fimbriata (Bowdich, 1825)

  - Gènere Ethmidium
    - Ethmidium maculatum (Valenciennes, 1847)

  - Gènere Gudusia
    - Gudusia chapra (Hamilton, 1822)
    - Gudusia variegata (Day, 1870)

  - Gènere Hilsa
    - Hilsa kelee (Cuvier, 1829)

  - Gènere Tenualosa
    - Tenualosa ilisha (Hamilton, 1822)
    - Tenualosa macrura (Bleeker, 1852)
    - Tenualosa reevesii (Linnaeus, 1758)
    - Tenualosa thibaudeaui (Durand, 1940)
    - Tenualosa toli (Valenciennes, 1847)
- Subfamília: Clupeinae
  - Gènere Amblygaster
    - Amblygaster clupeoides (Bleeker, 1849)
    - Amblygaster leiogaster (Valenciennes, 1847)
    - Amblygaster sirm (Walbaum, 1792)

  - Gènere Clupea
    - Clupea harengus
      - Clupea harengus harengus (Linnaeus, 1758)
      - Clupea harengus membras (Linnaeus, 1761)

    - Clupea pallasii
      - Clupea pallasii pallasii (Valenciennes, 1847)

  - Gènere Clupeonella
    - Clupeonella abrau
      - Clupeonella abrau abrau (Maliatsky, 1930)
      - Clupeonella abrau muhlisi (Neu, 1934)

    - Clupeonella cultriventris (Nordmann, 1840)
    - Clupeonella engrauliformis (Borodin, 1904)
    - Clupeonella grimmi (Kessler, 1877)

  - Gènere Escualosa
    - Escualosa elongata (Wongratana, 1983)
    - Escualosa thoracata (Cuvier, 1829)

  - Gènere Harengula
    - Harengula clupeola (Cuvier, 1829)
    - Harengula humeralis (Cuvier, 1829)
    - Harengula jaguana (Poey, 1865)
    - Harengula thrissina (Jordan & Gilbert, 1882)
      - Harengula thrissina thrissina
      - Harengula thrissina peruana

  - Gènere Herklotsichthys
    - Herklotsichthys blackburni (Whitley, 1948)
    - Herklotsichthys castelnaui (Ogilby, 1897)
    - Herklotsichthys collettei (Wongratana, 1987)
    - Herklotsichthys dispilonotus (Bleeker, 1852)
    - Herklotsichthys gotoi (Wongratana, 1983)
    - Herklotsichthys koningsbergeri (Weber & de Beaufort, 1912)
    - Herklotsichthys lippa (Whitley, 1931)
    - Herklotsichthys lossei (Wongratana, 1983)
    - Herklotsichthys ovalis (Anònim -Bennett-, 1830)
    - Herklotsichthys punctatus (Rüppell, 1837)
    - Herklotsichthys quadrimaculatus (Rüppell, 1837)
    - Herklotsichthys spilurus (Guichenot, 1863)

  - Gènere Lile
    - Lile gracilis (Castro-Aguirre & Vivero, 1990)
    - Lile nigrofasciata (Castro-Aguirre, Ruiz-Campos & Balart, 2002)
    - Lile piquitinga (Schreiner & Miranda Ribeiro, 1903)
    - Lile stolifera (Jordan & Gilbert, 1882)

  - Gènere Opisthonema
    - Opisthonema berlangai (Berry & Barrett, 1963)
    - Opisthonema bulleri (Regan, 1904)
    - Opisthonema libertate (Günther, 1867)
    - Opisthonema medirastre (Berry & Barrett, 1963)
    - Opisthonema oglinum (Lesueur, 1818)

  - Gènere Platanichthys
    - Platanichthys platana (Regan, 1917)

  - Gènere Ramnogaster
    - Ramnogaster arcuata (Jenyns, 1842)
    - Ramnogaster melanostoma (Eigenmann, 1907)

  - Gènere Rhinosardinia
    - Rhinosardinia amazonica (Steindachner, 1879)
    - Rhinosardinia bahiensis (Steindachner, 1879)

  - Gènere Sardina
    - Sardina pilchardus (Cornide, 1788)

  - Gènere Sardinella
    - Sardinella albella (Valenciennes, 1847)
    - Sardinella atricauda (Günther, 1868)
    - Sardinella aurita (Swainson, 1838)
    - Sardinella brachysoma (Bleeker, 1852)
    - Sardinella fijiense (Fowler & Bean, 1923)
    - Sardinella fimbriata (Valenciennes, 1847)
    - Sardinella gibbosa (Bleeker, 1849)
    - Sardinella hualiensis (Chu & Tsai, 1958)
    - Sardinella janeiro (Eigenmann, 1894)
    - Sardinella jussieu (Lacépède, 1803)
    - Sardinella lemuru (Bleeker, 1853)
    - Sardinella longiceps (Valenciennes, 1847)
    - Sardinella maderensis (Risso, 1827)
    - Sardinella marquesensis (Berry & Whitehead, 1968)
    - Sardinella melanura (Cuvier, 1829)
    - Sardinella neglecta (Wongratana, 1983)
    - Sardinella richardsoni (Richardson, 1846)
    - Sardinella rouxi (Poll, 1953)
    - Sardinella sindensis (Day, 1878)
    - Sardinella tawilis (Herre, 1927)
    - Sardinella zunasi (Bleeker, 1854)

  - Gènere Sardinops
    - Sardinops sagax (Mitchill, 1815)

  - Gènere Sprattus
    - Sprattus antipodum (Hector, 1872)
    - Sprattus fuegensis (Jenyns, 1842)
    - Sprattus muelleri (Klunzinger, 1879)
    - Sprattus novaehollandiae (Valenciennes, 1847)
    - Sprattus sprattus
      - Sprattus sprattus balticus (Schneider, 1908)
      - Sprattus sprattus sprattus (Linnaeus, 1758)
- Subfamília: Dorosomatinae
  - Gènere Anodontostoma
    - Anodontostoma chacunda (Hamilton, 1822)
    - Anodontostoma selangkat (Bleeker, 1852)
    - Anodontostoma thailandiae (Wongratana, 1983)

  - Gènere Clupanodon
    - Clupanodon thrissa (Linnaeus, 1758)

  - Gènere Dorosoma
    - Dorosoma anale (Meek, 1904)
    - Alosa de pedrer americana (Dorosoma cepedianum) (Lesueur, 1818)
    - Dorosoma chavesi (Meek, 1907)
    - Dorosoma petenense (Günther, 1867)
    - Dorosoma smithi (Hubbs & Miller, 1941)

  - Gènere Gonialosa
    - Gonialosa manmina (Hamilton, 1822)
    - Gonialosa modesta (Day, 1878)
    - Gonialosa whiteheadi (Wongratana, 1983)

  - Gènere Konosirus
    - Konosirus punctatus (Richardson, 1846)

  - Gènere Nematalosa
    - Nematalosa arabica (Regan, 1917)
    - Nematalosa come (Richardson, 1846)
    - Nematalosa erebi (Günther, 1868)
    - Nematalosa flyensis (Wongratana, 1983)
    - Nematalosa galatheae (Nelson & Rothman, 1973)
    - Nematalosa japonica (Regan, 1917)
    - Nematalosa nasus (Bloch, 1795)
    - Nematalosa papuensis (Munro, 1964)
    - Nematalosa persara (Nelson & McCarthy, 1995)
    - Nematalosa resticularia (Nelson & McCarthy, 1995)
    - Nematalosa vlaminghi (Munro, 1956)
- Subfamília: Dussumieriinae
  - Gènere Dayella
    - Dayella malabarica (Day, 1873)

  - Gènere Dussumieria
    - Dussumieria acuta (Valenciennes, 1847)
    - Dussumieria elopsoides (Bleeker, 1849)

  - Gènere Etrumeus
    - Etrumeus micropus (Temminck & Schlegel, 1846)
    - Etrumeus teres (DeKay, 1842)
    - Etrumeus whiteheadi (Wongratana, 1983)

  - Gènere Gilchristella
    - Gilchristella aestuaria (Gilchrist, 1913)

  - Gènere Jenkinsia
    - Jenkinsia lamprotaenia (Gosse, 1851)
    - Jenkinsia majua (Whitehead, 1963)
    - Jenkinsia parvula (Cervigón & Velázquez, 1978)
    - Jenkinsia stolifera (Jordan & Gilbert, 1884)

  - Gènere Sauvagella
    - Sauvagella madagascariensis (Sauvage, 1883)
    - Sauvagella robusta (Stiassny, 2002)

  - Gènere Spratelloides
    - Spratelloides delicatulus (Bennett, 1832)
    - Spratelloides gracilis (Temminck & Schlegel, 1846)
    - Spratelloides lewisi (Wongratana, 1983)
    - Spratelloides robustus (Ogilby, 1897)

  - Gènere Spratellomorpha
    - Spratellomorpha bianalis (Bertin, 1940)
- Subfamília: Pellonulinae
  - Gènere Clupeichthys
    - Clupeichthys aesarnensis (Wongratana, 1983)
    - Clupeichthys bleekeri (Hardenberg, 1936)
    - Clupeichthys goniognathus (Bleeker, 1855)
    - Clupeichthys perakensis (Herre, 1936)

  - Gènere Clupeoides
    - Clupeoides borneensis (Bleeker, 1851)
    - Clupeoides hypselosoma (Bleeker, 1866)
    - Clupeoides papuensis (Ramsay & Ogilby, 1886)
    - Clupeoides venulosus (Weber & de Beaufort, 1912)

  - Gènere Congothrissa
    - Congothrissa gossei (Poll, 1964)

  - Gènere Corica
    - Corica laciniata (Fowler, 1935)
    - Corica soborna (Hamilton, 1822)

  - Gènere Ehirava
    - Ehirava fluviatilis (Deraniyagala, 1929)

  - Gènere Hyperlophus
    - Hyperlophus translucidus (McCulloch, 1917)
    - Hyperlophus vittatus (Castelnau, 1875)

  - Gènere Laeviscutella
    - Laeviscutella dekimpei (Poll, Whitehead & Hopson, 1965)

  - Gènere Limnothrissa
    - Limnothrissa miodon (Boulenger, 1906)

  - Gènere Microthrissa
    - Microthrissa congica (Regan, 1917)
    - Microthrissa minuta (Poll, 1974)
    - Microthrissa moeruensis (Poll, 1948)
    - Microthrissa royauxi (Boulenger, 1902)
    - Microthrissa whiteheadi (Gourène & Teugels, 1988)

  - Gènere Nannothrissa[9]
    - Nannothrissa parva (Regan, 1917)
    - Nannothrissa stewarti (Poll & Roberts, 1976)

  - Gènere Odaxothrissa
    - Odaxothrissa ansorgii (Boulenger, 1910)
    - Odaxothrissa losera (Boulenger, 1899)
    - Odaxothrissa mento (Regan, 1917)
    - Odaxothrissa vittata (Regan, 1917)

  - Gènere Pellonula
    - Pellonula leonensis (Boulenger, 1916)
    - Pellonula vorax (Günther, 1868)

  - Gènere Poecilothrissa
    - Poecilothrissa centralis (Poll, 1974)

  - Gènere Potamalosa
    - Potamalosa richmondia (Macleay, 1879)

  - Gènere Potamothrissa
    - Potamothrissa acutirostris (Boulenger, 1899)
    - Potamothrissa obtusirostris (Boulenger, 1909)
    - Potamothrissa whiteheadi (Poll, 1974)

  - Gènere Sierrathrissa[9]
    - Sierrathrissa leonensis (Thys van den Audenaerde, 1969)

  - Gènere Stolothrissa[9]
    - Stolothrissa tanganicae (Regan, 1917)

  - Gènere Thrattidion[9]
    - Thrattidion noctivagus (Roberts, 1972)

### Clupeids fòssils
- Subfamília: Pellonulinae
  - Gènere Knightia †